# Lena B. Eriksson
Lena B. Eriksson, född 18 september 1960 i Enskede församling i Stockholm, är en svensk skådespelare.
Eriksson utbildade sig vid olika teaterskolor såsom Teaterstudion 1979–1982. 1982 var hon med och startade Teater Galeasen i Stockholm 1983. Hon har sedan dess varit knuten till teatern och medverkat i flera uppmärksammade uppsättningar, däribland Lars Noréns Sakrament 1987, Artauds requiem 1991 och Änglar eller Soporna, staden och döden 1995. Hon har även varit engagerad vid Orionteatern, Riksteatern 1999–2000, 2016-2017 och Stockholms stadsteater 2001–2020 med över 30 produktioner. Därutöver har hon gjort produktioner för Radioteatern.Arbetat på Dramaten 2009 samt 2013/14.
Hon filmdebuterade 1988 i Suzanne Ostens Livsfarlig film. Hon nominerades till en Guldbagge 1998 i kategorin bästa kvinnliga biroll för sin medverkan i filmatiseringen av Klas Östergrens Veranda för en tenor.

## Filmografi
- 1988 – Livsfarlig film
- 1994 – Crack of Dawn
- 1995 – Man kan alltid fiska
- 1995 – Sommaren
- 1997 – Sanning eller konsekvens
- 1998 – Muntra fruarna i Windsor
- 1998 – S:t Mikael
- 1998 – Veranda för en tenor
- 1999 – Systrar
- 1999 – To Be Continued
- 1999 – Tomten är far till alla barnen
- 1999 – Tsatsiki, morsan och polisen
- 1999 – Vägen ut
- 2000 – Brottsvåg (TV-serie)
- 2000 – Fem gånger Storm (TV-serie)
- 2000 – Jesus lever
- 2000 – Livet är en schlager
- 2001 – En ängels tålamod (TV-serie)
- 2002 – Bror min
- 2002 – Det brinner! (TV-serie)
- 2002 – Skeppsholmen (TV-serie)
- 2003 – Assistenten
- 2003 – Flugan comédie absurde
- 2004 – Graven (TV-serie)
- 2005 – Kommer hem
- 2005 – Lasermannen (TV-serie)
- 2006 – Beck – Flickan i jordkällaren
- 2006 – I hörn
- 2006 – Kanin
- 2006 – Lilla Jönssonligan och stjärnkuppen
- 2007 – Höök (TV-serie)
- 2007 – Solstorm
- 2008 – Edderkoppen bakeri
- 2008 – Hjärtrud – kvinnan i ditt liv
- 2008 – Löftet
- 2008 – Oskyldigt dömd (TV-serie)
- 2009 – Psalm 21
- 2010 – Olycksfågeln
- 2010 – Sture & Kerstin Forever
- 2011 – Hellenius hörna (TV-serie)
- 2012 – Torka aldrig tårar utan handskar (TV-serie)
- 2012 – Call Girl
- 2012 – Odjuret
- 2013 – En pilgrims död (TV-serie)
- 2013 – Kung Liljekonvalje av dungen
- 2014 – Den fjärde mannen (TV-serie)
- 2018 – Den döende detektiven (TV-serie)
- 2018 – Sthlm Rekviem (TV-serie)
- 2020 – Amningsrummet (TV-serie)

## Teater

### Roller (ej komplett)
| År   | Roll                          | Produktion                                                                                         | Regi                                                                        | Teater                 |
| ---- | ----------------------------- | -------------------------------------------------------------------------------------------------- | --------------------------------------------------------------------------- | ---------------------- |
| 1984 |                               | Största möjliga tystnad Rickard Günther och ensemblen                                              | Rickard Günther                                                             | Teater Galeasen        |
| 1985 |                               | Fiasko Kamrat Rickard Günther och Bodil Lagerås                                                    | Rickard Günther                                                             | Teater Galeasen        |
| 1995 | Roma B                        | Änglar, eller Soporna, staden och döden (Der Müll, die Stadt und der Tod) Rainer Werner Fassbinder | Rickard Günther                                                             | Teater Galeasen        |
| 2002 | Celia                         | Som ni vill ha det (As you Like it) William Shakespeare                                            | Johanna Garpe                                                               | Stockholms stadsteater |
| 2003 | Hanna                         | Limbo Margareta Garpe                                                                              | Margareta Garpe                                                             | Stockholms stadsteater |
| 2003 | Georgie Bukatinsky            | Allt eller inget (The Full Monty) Terrence Mcnally och David Yazbek                                | Marianne Mörck                                                              | Stockholms stadsteater |
| 2005 | Dolly                         | Tolvskillingsoperan (Die Dreigroschenoper) Bertolt Brecht och Kurt Weill                           | Lars Rudolfsson                                                             | Stockholms stadsteater |
| 2006 | Eva                           | Jösses flickor – Återkomsten Margareta Garpe, Suzanne Osten och Malin Axelsson                     | Maria Löfgren                                                               | Stockholms stadsteater |
| 2008 | Mjölnarhustrun A En av folket | Stora landsvägen August Strindberg                                                                 | Wilhelm Carlsson                                                            | Stockholms stadsteater |
| 2008 | Fräulein Kost                 | Cabaret John Kander, Fred Ebb och Joe Masteroff                                                    | Colin Nutley                                                                | Stockholms stadsteater |
| 2009 | Gudinnan                      | Medealand Sara Stridsberg                                                                          | Ingela Olsson                                                               | Dramaten               |
| 2009 | Elsie                         | Sista dansen Carin Mannheimer                                                                      | Malin Stenberg                                                              | Stockholms stadsteater |
| 2010 | Medverkande                   | 4 X Mark Ravenhill Mark Ravenhill                                                                  | Hilde Brinchmann Børresen Tatu Hämäläinen Jens Karlsson Martin Rosengardten | Stockholms stadsteater |
| 2010 | Claudia Galotti               | Emilia Galotti Gotthold Ephraim Lessing                                                            | Tobias Theorell                                                             | Stockholms stadsteater |
| 2011 | Ängeln                        | Angels in America Tony Kushner                                                                     | Eva Dahlman                                                                 | Stockholms stadsteater |
| 2012 | Patient Griselda              | Top Girls Caryl Churchill                                                                          | Olof Hanson                                                                 | Stockholms stadsteater |
| 2013 | Medverkande                   | The Mental States of Sweden Mattias Andersson                                                      | Mattias Andersson                                                           | Dramaten               |
| 2015 | Liliana                       | Momo eller Kampen om tiden (Momo) Michael Ende                                                     | Allan Svensson                                                              | Stockholms stadsteater |